# New-York-City-Marathon 1984
Der New-York-City-Marathon 1984 war die 15. Ausgabe der jährlich stattfindenden Laufveranstaltung in New York City, Vereinigte Staaten. Der Marathon fand am 28. Oktober 1984 statt.
Bei den Männern gewann Orlando Pizzolato in 2:14:53 h und bei den Frauen Grete Waitz in 2:29:30 h.

## Ergebnisse

### Männer
| Platz | Athlet               | Land                   | Zeit (h) |
| ----- | -------------------- | ---------------------- | -------- |
| 01    | Orlando Pizzolato    | Italien                | 2:14:53  |
| 02    | David Murphy         | Vereinigtes Königreich | 2:15:36  |
| 03    | Herbert Steffny      | BR Deutschland         | 2:16:22  |
| 04    | Pat Petersen         | Vereinigte Staaten     | 2:16:35  |
| 05    | Gianni Demadonna     | Italien                | 2:17:05  |
| 06    | Michael Spöttel      | BR Deutschland         | 2:17:11  |
| 07    | Antoni Niemczak      | Polen                  | 2:17:34  |
| 08    | Nicholas Brawn       | Vereinigtes Königreich | 2:17:42  |
| 09    | Ahmed Mohamed Ismail | Somalia                | 2:18:16  |
| 10    | Zackariah Barie      | Tansania               | 2:18:27  |

### Frauen
| Platz | Athletin          | Land                   | Zeit (h) |
| ----- | ----------------- | ---------------------- | -------- |
| 01    | Grete Waitz       | Norwegen               | 2:29:30  |
| 02    | Veronique Marot   | Vereinigtes Königreich | 2:33:58  |
| 03    | Laura Fogli       | Italien                | 2:37:25  |
| 04    | Lizanne Bussières | Kanada                 | 2:37:34  |
| 05    | Judi St. Hilaire  | Vereinigte Staaten     | 2:37:49  |
| 06    | Carey May         | Irland                 | 2:38:11  |
| 07    | Renata Walendziak | Polen                  | 2:40:48  |
| 08    | Charlotte Teske   | BR Deutschland         | 2:41:16  |
| 09    | Rita Marchisio    | Italien                | 2:41:18  |
| 10    | Laura Albers      | Vereinigte Staaten     | 2:42:12  |